# 兰亭奖
中国书法兰亭奖，于2001年设立，是由中国文学艺术界联合会、中国书法家协会共同主办的中国书法艺术专业奖项，评奖周期为三年，是中国书法艺术的最高奖项，授予在书法艺术创作、理论研究等领域有重大成就和突出贡献的书法家、书法理论家。